# Grives
Grives é uma comuna francesa na região administrativa da Nova Aquitânia, no departamento Dordonha. Estende-se por uma área de 8,06 km². Em 2010 a comuna tinha 114 habitantes (densidade: 14,1 hab./km²).